# Anastasius Grün
Anastasius Grün, pseudonimo di Anton Alexander von Auersperg (Lubiana, 11 aprile 1806 – Graz, 12 settembre 1876), è stato un poeta, politico e liberale austriaco, nativo della Carniola.

## Biografia
Nato a Lubiana, allora capitale del Ducato di Carniola, oggi in Slovenia, fu il capostipite del casato Thurn Am Hart/Krain, un ramo della linea cadetta di Auersperg.
Ricevette l'istruzione universitaria prima a Graz e poi a Vienna, dove si formò in giurisprudenza. A Vienna conobbe il collega France Prešeren, suo connazionale dell'Alta Carniola, che sarebbe diventato il poeta nazionale degli Sloveni. Nel 1830 ereditò i titoli nobiliari, e nel 1832 figurò come membro delle tenute di Carniola alla tribuna signorile (Herrenbank) nella dieta di Laibach, presso la quale si distinse per i suoi attacchi al governo austriaco, ponendosi alla guida dell'opposizione del ducato agli abusi del potere centrale.
Nel 1839 sposò la contessa Maria Rosalia von Attems. Durante i moti rivoluzionari del 1848 fu il rappresentante del distretto di Lubiana all'Assemblea Nazionale tedesca riunita a Francoforte, dove cercò inutilmente di coinvolgere i suoi compatrioti sloveni nella causa parlamentare. Dopo pochi mesi, tuttavia, disgustato dagli esiti violenti della rivoluzione, si dimise dall'incarico ritirandosi a vita privata.
L'imperatore lo chiamò nel 1860 a ristrutturare il Reichsrat, il Consiglio Imperiale, e l'anno seguente lo nominò membro a vita della Camera alta austriaca (Herrenhaus). Durante la sua attività in quest'organo parlamentare, pur rimanendo un convinto sostenitore dell'impero centralizzato contro le pretese federaliste di Slavi e Magiari, Anastasius Grün si distinse per il suo approccio liberale sia nelle questioni politiche sia in quelle religiose.

## Produzione letteraria

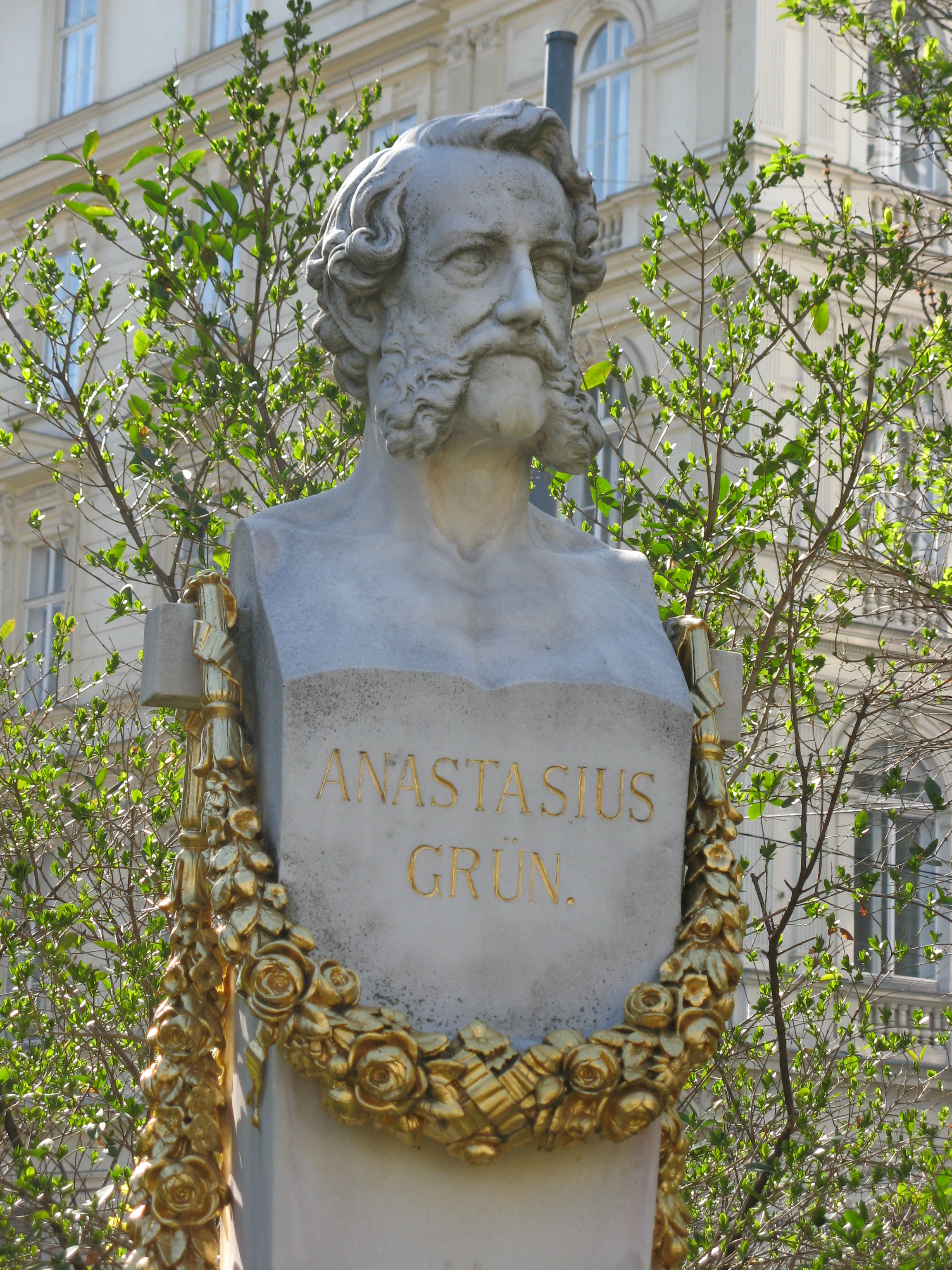
Statua di Anastasius Grün a Vienna, opera di Karl Schwerzek (1891)

Dopo una prima raccolta di testi, Blätter der Liebe (Foglie d'amore), in cui aveva mostrato poca originalità, il genio letterario di Anastasius Grün emerse con la sua seconda pubblicazione del 1830, Der letzte Ritter (L'ultimo cavaliere), dove celebra le gesta e le avventure dell'imperatore tedesco Massimiliano I d'Asburgo (1499-1519), con un ciclo di poesie scritte nella rima strofica dei Nibelunghi.
La fama del conte Auersperg si deve tuttavia quasi esclusivamente alla sua poesia politica: due collezioni intitolate Passeggiate di un poeta viennese (1831), in cui attacca in forma satirica il regime di Metternich, e Detriti (1835), suscitarono scalpore in Germania per la loro originalità e il loro crudo realismo. Questi due libri, notevoli non solo per la schiettezza, ma anche per l'immediatezza dei versi e la potenza evocativa, sono stati i precursori della poesia politica tedesca degli anni tra il 1840 e 1848.
Le sue Poesie del 1837 accrebbero ulteriormente la sua reputazione; i suoi poemi epici, Nibelunghi in frack (1843), e il Pfaff di Kahlenberg (1850), personaggio viennese del XIV secolo, sono caratterizzati da un raffinato ironico umorismo. Produsse anche traduzioni magistrali delle canzoni popolari slovene della Carniola (Volkslieder aus Krain), e delle poesie inglesi su Robin Hood. Tradusse inoltre alcune poesie di France Prešeren in tedesco.
La sua poesia è eminentemente contemplativa, e a volte pregna di riflessioni personali. I suoi toni celebrativi della libertà ebbero una significativa influenza sulle controversie politiche del suo tempo.
Una raccolta dei lavori di Anastasius Grün (Sämtliche Werke) sono stati pubblicati da Ludwig A. Frankl in 5 volumi a Berlino nel 1877; una corrispondenza con lo stesso Ludwig Frankl (Briefwechsel zwischen A. Grün und Ludwig Frankl) fu pubblicata a Berlino nel 1897. Una selezione dei suoi scritti e discorsi politici (Politische Schriften und Reden) è stato pubblicato da S. Hock a Vienna nel 1906.

## Opere
- Blätter der Liebe, 1830
- Der letzte Ritter, 1830
- Spaziergänge eines Wiener Poeten, 1831
- Schutt, 1835
- Gedichte, 1837
- Nibelungen im Frack, 1843
- Pfaff vom Kahlenberg, 1850
- Volkslieder aus Krain, aus dem Slowenischen übersetzt, 1850
- Robin Hood. Ein Balladenkranz nach altenglischen Volksliedern, 1864
- In der Veranda, 1876